# 蛙疱疹病毒1型
蛙疱疹病毒1型（學名：Ranid herpesvirus 1, RaHV-1, LTHV）是異皰疹病毒科蛙皰疹病毒屬的一種病毒，可感染豹蛙，造成其腎臟的腺癌Lucké腫瘤（Lucké tumor）。此病毒最早於1934年由美國賓州大學的病理學家鮑德溫·路克（Baldwin Lucké）發現，由於此病毒尚未成功於體外培養，其傳播、感染與增殖機制尚不明朗。

## 病毒學
此病毒具有外膜，衣殼為二十面體，直徑為90–110奈米，外膜直徑則為170奈米。基因組為不分段的線型雙股DNA，長約217kb，GC含量為45%–47%。

## 感染
蛙疱疹病毒1型對腎臟具有特異性，可能是其表面醣蛋白可與蛙類腎臟的膜蛋白結合所致，腎臟腫瘤長成後可以遠端轉移至體內其他部位。腫瘤生長的速度與溫度有關，在夏季腫瘤生長較快，病毒複製則較慢；冬季病毒快速複製，腫瘤生長則減緩，宿主症狀也減輕，此差異並非因蛙類在冬季冬眠時免疫力下降造成，有實驗結果顯示提高溫度即可清除腫瘤中的病毒。另外成熟的腫瘤中通常已無病毒顆粒。
蛙類被感染後的症狀包括精神不振、腹水與死亡，對此疾病沒有有效的治療方法。